# Traista cu povești

Traista cu povești a fost o serie de cărți pentru copii (nenumerotată), apărută inițial în 1958 la Editura Tineretului și Editura Ion Creangă. Începând cu 1971 colecția a fost reluată într-un format diferit. Tirajele au fost foarte mari, iar unele volume au apărut în maghiară și germană. 

## Seria I (1958–1971)

### Editura Tineretului

#### 1958
- Petre Ispirescu- Sarea în bucate, ilustrații: Constantin Ceptureanu-Marinescu
- Lev Nicolaevici Tolstoi- Bulca, ilustrații C. Ionescu
- Alexandru Vlahuță- De-a Baba-oarba,
- Hans Christian Andersen-Lebedele, ilustrații Clelia Ottone
- V.M. Garșin- Broscuța călătoare, ilustrații Despina Ghinocastra
- Ion Creangă- Fata babei și fata moșneagului, ilustrații I. Constantinescu
- Marcel Breslașu- Fabule, ilustrații I. Lessen
- George Coșbuc- Povestea gâștelor, ilustrații Elena Ceaușu

#### 1959
- Barbu Ștefănescu Delavrancea- Bunicul, ilustrații: Constantin Ceptureanu-Marinescu (ediția a II-a).

#### 1960
- Mihail Sadoveanu- Ianoș Năzdrăvan, ilustrații Dumitru Negrea.
- Maxim Gorki- Puiul de vrabie, ilustrații Geta Brătescu
- Hans Christian Andersen- Mărunțica
- Barbu Ștefănescu Delavrancea-Bunica, ilustrații Grigore Vasile
- Alexandru Vlahuță- Mogâldea, ilustrații Traian Brădean
- Ion Agârbiceanu- Fricosul
- A.P. Cehov- Frunte albă
- Anton Pann- Povestea vorbii, ilustrații Eugen Taru
- Charles Perrault- Zânele, ilustrații Mihu Vulcănescu
- I.L. Caragiale- Dl. Goe, ilustrații M. Gion
- Emil Gârleanu- Cioc, cioc, cioc...ilustrații Al. Alexe

#### 1961
- Alexandru Mitru- Povestiri despre Păcală, ilustrații Eugen Taru.
- Povești ale popoarelor din URSS- Căsuța din pădure, ilustrații: E. Draganovici
- Ion Creangă- Inul și cămeșa, ilustrații Adriana Mihăilescu
- Hans Christian Andersen-Lebedele, ilustrații Clelia Ottone(reeditare)
- Basm maghiar- Mateiaș gâscarul, ilustrații M. Rogozanu și Gh. Motora
- Basme populare coreene- Iepurele cel norocos, ilustrații Gh. Adoc
- Povești populare rusești- Broscuța cea înțeleaptă, ilustrații A. Mihăilescu
- Lev Nicolaevici Tolstoi- Filipok, ilustrații Angela Balog Chirca
- Frații Grimm- Cenușăreasa, ilustrații Ana Balin
- Mamin Sibiriak- Guleraș cenușiu, ilustrații Adriana Mihăilescu.
- Basme populare chinezești- Înțeleptul și copilul, ilustrații Silvia Cambir
- Emil Gârleanu- Gâza, ilustrații Silvia Cambir

#### 1962
- Ion Creangă- Pupăza din tei, ilustrații Eugen Taru.
- P. Bajov-Floarea de piatră, ilustrații T. Bogoi
- Povești populare cehe- Prăvalefag și frumoasa țigancă, ilustrații Tia Peltz
- Povești populare africane- Pescarul și frumoasa Gaza, ilustrații Geta Brătescu
- Basme ale indienilor din America de Sud- Zidul nepieritor al lui Ticatlun, ilustrații Silvia Cambir
- Povești populare engleze- Tom Degețel, ilustrații M. Orlowski
- Povești populare săsești- Cum a ajuns lupul cântăreț, ilustrații A. Alexe

#### 1963
- Frații Grimm- Croitorasul cel viteaz, ilustrații Ioana Olteș. Există și variantă în limba maghiară.
- Ion Creangă- Fata babei și fata moșneagului, ilustrații Roni Noel.
- Fabule și legende africane- Facla lui Bisonghe, ilustrații Petre Vulcănescu.
- Povești populare braziliene- Pasărea colibri, ilustrații A. Demian
- Povești populare din Africa- Samba cel viteaz, ilustrații Raisa Iusein
- Ion Creangă- Dănilă Prepeleac, ilustrații: Gh. Adoc.
- Ioan Slavici- Ioanea mamei, ilustrații: Mihu Vulcănescu. Există și varianta în limba germană
- Nadejda Belinovici- Zăpada purpurie(povești lapone), ilustrații: Nina Stănculescu
- Italo Calvino- Massaro cel drept(povești populare italiene), ilustrații: Petre Vulcănescu
- Petre Ispirescu- Țugulea, ilustrații N. Hilohi
- Din folclorul francez- Povestea lui Câtpaișpe, ilustrații Octav Grigorescu
- Alexandru Mitru- Găina cu ouă de aur, ilustrații Roni Noel
- Povești populare indiene- Vaca din lună, ilustrații Lucreția Ionescu
- Povești populare ruse- Fulg de nea, ilustrații Coca Creițoiu-Seinescu
- Basme populare irlandeze- Kenneth Bălanul. ilustrații Ștefan Marițan.

#### 1964
- Ion Slavici - Doi feți cu stea în frunte, ilustrații Adriana Mihăilescu.
- Basm popular maghiar- Bobocel, ilustrații Val Munteanu.
- Snoave, ilustrații Adriana Mihăilescu.
- Povești populare săsești- Frumoasa Rozalba, ilustrații A. Pocher.
- Povești populare ucrainiene- Fata cea isteață, ilustrații: Angela Balog
- Moricz Zsigmond- Povestea nu ia niciodată vacanță, ilustrații Stela Crețu
- Basme populare turcești- Mărul care râde și mărul care plânge, ilustrații G. Marinescu
- Povești populare uzbece- Pepenele de aur, ilustrații Florica Apostol
- Selma Lagerlof- Vulturul Gorgo, ilustrații N. Hilohi

#### 1965
- Inelul vrăjit- traducere din limba greacă.
- Basme populare gruzine- Banul câștigat prin muncă, ilustrații C.Guluță
- Kalevala, ilustrații Pantu Stelian.
- Basme populare bulgărești- Petre istețul, ilustrații: Boțan Gheorghe
- Basme populare africane- Povestea cu leul și taurul, ilustrații: A. Satmari
- C. Nicolăescu-Plopșor- Tivisoc și Tivismoc, ilustrații Mihu Vulcănescu
- Legende ale popoarelor din America de Sud- Corabia tainelor, ilustrații A. Wolny
- Basme populare japoneze- Povestea tunetului Rai-Taro, ilustrații M.Possa
- Povești populare iugoslave- Viezurele și vulpea, ilustrații Florica Apostol
- Basme populare chineze- Frații Liu, ilustrații Angi Petrescu Tipărescu
- Ali Baba și cei patruzeci de hoți, ilustrații Roni Noel
- Igor Block și V.D. Popa- Cine știe... ghicește

#### 1966
- Ion Creangă- Caprele Irinucăi, ilustrații N. Săftoiu
- Basme populare din insulele malaieze povestite de Ion Acsan- Viteazul Jumătate, ilustrații: Rodica Popescu Vasilescu
- Frații Grimm- Croitorașul cel viteaz, ilustrații Ioana Olteș(reeditare)
- Petre Ispirescu- Povești, ilustrații Gh. Cernăianu
- Simion Florea Marian- Legenda ciocârliei, ilustrații de Popescu Udriște.
- O piele scumpă, ilustrații Kalab Francisc
- Povești populare engleze- Tom Degețel, ilustrații Eugen Taru
- Saga despre Njal, ilustrații Clelia Ottone
- Povestea lui Câtpaișpe, ilustrații Octav Grigorescu(reeditare)
- Basme populare cubaneze- Adevărata bogăție, ilustrații Roni Noel

#### 1967
- Snoave populare povestite de Marin Buga- Nărodul și luna, ilustrații Raisa Iusein
- Povești populare persane- Înțeleptul Bu-Ali, ilustrații Olga Cizek.
- Basme populare irlandeze- Kenneth Bălanul, ilustrații St.Marițan.(reeditare)
- Povești populare norvegiene- Castelul de aur, ilustrații Gh.Cernăianu.
- Iepurele cel isteț, prelucrare din folclorul peruvian de Radu Alexandrescu, ilustrații Ștefan Năstac.
- Basme Africane- Coada de Ybumbuni, ilustrații: Florica Apostol
- Povești populare românești- Tei-legănat, ilustrații: Iorogos Iliopolos
- Povești populare chinezești- Rândunica gureșă, ilustrații Stela Crețu
- Povești populare tailandeze- Cheia de aur, ilustrații Florica Apostol
- Nu cânta băiete, ilustrații: Ileana Ceaușu-Pandele
- Basme populare macedonene- Țane și zmeoaica, ilustrații Silvio Verzotti
- Viorica Dinescu- Alte isprăvi de-ale lui Nastratin Hogea, ilustrații Iosif Teodorescu
- Povești populare din folclorul japonez- Cocorul alb, ilustrații Mihu Vulcănescu
- Basme populare românești- Legenda cicoarei, ilustrații Raisa Iusein
- Alexander Tietz- Der goldene ritter(germană)
- Din folclorul francez- Povestea lui Câtpaișpe, ilustrații Octav Grigorescu.

#### 1968
- Maria Prihara- Cazacul Holota, ilustrații Ion Rebușapcă
- Povestea ciclopului Polifem, repovestire după Odiseea lui Homer de Iulia Murnu, ilustrații Ecaterina Filionescu Murnu
- Basme populare ardelenești- Ileana cea norocoasă, ilustrații: T. Nicorescu
- Legende ale indienilor- Mocasinii fermecați, ilustrații Gh. Cernăianu
- Petre Ispirescu- Ileana Simziana, ilustrații Raisa Iusein
- Basme populare aromâne- Norocul și mintea, ilustrații D. Ristea
- Basme populare ardelenești- Calul cu potcoave de aur, ilustrații Irgos Iliopolos
- Povești armenești- Oaspetele nepoftit, ilustrații M. Popa
- Heltai Gaspar- Nemeșul și dracul, ilustrații E. Surany
- Povești populare din Banat- Minciuna minciunilor, ilustrații Dan Cioca
- Povești populare grecești- Impărăteasa păsărilor, ilustrații Tanasis Fapas
- Basme populare ardelenești- Filon cel viteaz, ilustrații Sîrbu Nicolaie
- Tudor Arghezi- Armăsarul de bumbac

#### 1969
- Povestea sirenelor, repovestire după Odiseea lui Homer de Iulia Murnu, ilustrații Ecaterina Filionescu Murnu.
- Povești populare culese din Banat- Pipăruș Pătru, ilustrații: Adrian Maftei
- Povești populare tătare- Urechi de urs, ilustrații Rodica Prato
- Norocul și mintea

### Editura Ion Creangă

#### 1970
- Alexandru Mitru- Luceafărul de ziuă(legendă nordică), ilustrații: M. Posa
- Povești populare bulgare- Fetița răsfățată, ilustrații Enrico Silvio Verzotti
- Balasz Bela- Cei șapte crăișori, ilustrații Gyorgy Mihail
- Anecdote populare spaniole- Aragonezul și telegraful, ilustrații Crina Ionescu
- Basme sârbo-croate- Minciuna are picioare scurte,
- Povești populare românești- Cimli, cimli eu sunt, ilustrații Lena Constante
- Povești ucrainiene- Corabia zburătoare, ilustrații T. Nicorescu

#### 1971
- Povești italiene- Papucio și fluierașul fermecat, ilustrații Victor Feodorov

## Seria a II-a (1971–1980)

#### 1971
- Dragonul roșu, povești populare chineze, ilustrații Elena Chinschi
- Călătoria lui Telemah, repovestire după Odiseea lui Homer de Iulia Murnu. Coperta: Done Stan,  ilustrații Iacob Dezideriu
- Cântecul Karindei
- Szabo Geza- Păstorul cu inimă bună, ilustrații Soo Zold Margit

#### 1972
- Mreană, mreană năzdrăvană! povești populare românești
- Intoarcerea lui Ulise în Itaca, repovestire după Odiseea lui Homer de Iulia Murnu, ilustrații Angi Petrescu- Tipătescu

#### 1973
- Petru Rezuș- Frumoasa frumoaselor, ilustrații Maria Octavia Țarălungă

#### 1974
- Nicolae Filimon- Roman năzdrăvan

#### 1975
- Povestea prințului Sobur, basme populare bengali repovestite de Amita Bhose, ilustrații Elena Boariu(Chinschi).
- Siljan cocostârc, povești populare macedonene, ilustrații Th. Bogoi.
- Palmă-cot și Barbă-om, ilustrații Simona Runcan

#### 1976
- Petru Rezuș- Blana ursului din pădure, ilustrații Dana Marinescu.
- Vânătorul de tigri, povești coreene, ilustrații Maria Dimulescu

#### 1977
- Povestea lui Ibn Adam cel viclean, povești arabe, ilustrații Florica Apostol.

#### 1978
- Al. Bardieru- Norocel-degețel, copertă și ilustrații Kalab Francisc

#### 1979
- Căluțul cocoșat, povești rusești repovestite de Nic Iliescu, ilustrații Elena Boariu.
- Locuința din gura tigrului

#### 1980
- Mintea omului, repovestire din limba vietnameză de Rodica Grigoriu